# Könczei Csilla
Könczei Csilla (Kolozsvár, 1963. július 14.) erdélyi magyar néprajzkutató, etnológus, dokumentumfilm-rendező, a Tranzit Ház kortárs művészeti központ alapítója és igazgatója. Könczei Ádám és Tolna Éva lánya, Könczei Árpád testvére.

## Élete
1982-ben érettségizett a kolozsvári Zeneművészeti Középiskola zongora szakán. Kamaszkora óta részt vett a táncházmozgaolmban. 1986-ban a Babeș–Bolyai Tudományegyetem magyar–angol szakán szerzett diplomát. Mivel az államilag kijelölt sulinai állást nem foglalta el, a rendszerváltásig munkanélküli volt, és szabadúszó néprajzkutatóként dolgozott. 1990–1991-ben a Román Televízió magyar szerkesztőségében dolgozott. 1990-ben egyike volt a Kriza János Néprajzi Társaság kezdeményezőinek. 1994 óta a Babeș–Bolyai Tudományegyetemen tanít, emellett  1997 óta az általa alapított Tranzit Ház kortárs művészeti központ igazgatója. 2004-ben szerzett doktori fokozatot etnográfiából és etnológiából.
Férje Eckstein-Kovács Péter, két gyermeke van.

## Munkássága
Kutatási területei a táncelmélet, a nem-verbális kommunikáció szemiotikája, vizuális kommunikáció, reprezentációelmélet, kulturális és nembeli kisebbségek, a pártállam társadalma.
Az egyetemen kulturális antropológiát, vizuális kommunikációt, táncelméletet oktat.
1997-ben megalapította a Tranzit Ház kortárs művészeti központot.
Édesapja megfigyelési dossziéját feldolgozó blogján több ismert erdélyi személyiség ügynöki tevékenységét tárta fel.

## Önálló kötetei
- Jegyzetek a Lábán-táncjelírásról. Kolozsvár-Budapest: Kriza János Néprajzi Társaság - Hagyományok Háza. 2002.  = Kriza Könyvek,  10. ISBN 9738530369
- Ilonka néni: Lakatos Ilonka élettörténete roma, román és magyar nyelven. Kolozsvár: Editura Fundaţiei Pentru Studii Europene. 2002.  = Kulturális Tanulmányok,  ISBN 9738530369
- Kulturális identitás, rítus és reprezentáció a Brassó megyei Háromfaluban: A borica. Kolozsvár: Kriza János Néprajzi Társaság. 2009.  ISBN 9789738439375
- Táncelméleti írások 1987–2004. Kolozsvár: EFES. 2009.  ISBN 9789737677563

## Filmjei
- Senkifiai (1999)
- Felmegyünk a tüzes égig (1993)
- Egy elvont ismeret (1993)
- Dokumentumfilm arról, hogy miért nem készült el egy dokumentumfilm (1994)